# Chip Taylor
Chip Taylor (né James Welsey Voight le 21 mars 1940 à Yonkers) est un auteur-compositeur américain.  Il est connu notamment pour avoir écrit le morceau Wild Thing.
Ses chansons ont été interprétées par des artistes comme The Troggs, Janis Joplin, Jimi Hendrix, Linda Ronstadt, ou encore Emmylou Harris, dont ils ont fait de nombreux succès.

## Jeunesse
James Welsey Voight est né à Yonkers dans l'État de New York. Ses frères sont l'acteur Jon Voight et le vulcanologue Barry Voight (en). Il est l'oncle de l'actrice Angelina Jolie et de l'acteur James Haven.
Adolescent, il joue de la guitare et du violon dans un groupe country de son quartier de Yonkers, The Town Three. Ses goûts musicaux vont du doo-wop au rockabilly sous l'influence d'Elvis Presley.
À la fin des années 1950, il enregistre avec son groupe deux 45 tours pour le label DeLuxe sous le nom de Wes Voight and The Town Three : Midnight Blues (1958, DeLuxe #6176) ; I want a Lover (1959, DeLuxe #6180) et deux 45 tours en solo sous le nom de Wes Voight pour la maison mère de DeLuxe, King Records : I'm Loving It (1959, King #5211) et I'm Ready to Go Steady/The Wind and the Cold Black Night (1959, King #5231).
En 1962, après avoir abandonné ses études universitaires au terme de leur première année et renoncé à une carrière de golfeur professionnel , Chip Taylor obtient une avance de 25 dollars pour la publication de son premier morceau, Just a Little Bit Later Down the Line (dont Bobby Bare fera une reprise en 1966). Il décide alors d'embrasser une carrière musicale.

## Carrière

### Auteur-Compositeur (1960-1971)
D'un naturel discret, empreint de timidité, il se lance dans la composition de chansons plutôt que dans une carrière d'interprète. En 1965 il rejoint l'écurie d'auteurs-compositeurs d'April Blackwood Music, une filiale de CBS. Son premier disque d'or viendra en février 1966 par l'interprétation que le groupe anglais The Hollies fera de son morceau I Can't Let Go (Linda Ronstadt reprendra ce morceau en 1980 et en fera à nouveau un succès). En avril 1966, le groupe de rock garage britannique The Troggs interprète sa chanson Wild Thing qui sera un hit planétaire (no 2 en Angleterre et no 1 aux États-Unis). Toujours en 1966, Jackie DeShannon et The Pozo Deco Singers entreront tous deux au hit-parade, chacun avec leur version su morceau I Can Make It With You. En 1967 c'est Merrilie Rush qui obtiendra un succès avec sa chanson Angel in the Morning (cette même chanson sera à nouveau un immense succès dans la version de Juice Newton en 1981). Chip Taylor devient dès lors l'un des auteurs-compositeurs américains les plus demandés de la deuxième moitié des années 1960. Les succès se succéderont : He Sits at Your Table (Willie Nelson), I Can't Let Go (Linda Ronstadt), The Baby (the Hollies), Worry (Johnny Tillotson), Make Me Belong to You (Barbara Lewis), Any Way That You Want Me (the Troggs) Step Out of Your Mind (the American Breed), Country Girl City Man (Billy Vera & Judy Clay), I’ll Hold Out My Hand, Try (Just a Little Bit Harder) (Janis Joplin)...
La plupart de ces morceaux par leurs interprètes originaux sont proposées dans une compilation éditée en format CD sous le titre Wild Thing: The Songs of Chip Taylor (Ace Records, 2009).
Au début des années 1970, la demande pour le type de compositions que propose Chip Taylor (une synthèse entre rhytm'n'blues, rock et country) commence à se tarir.
Chip Taylor se tourne alors vers la musique country. Il offrira des succès à des interprètes du genre comme Waylon Jennings (Sweet Dream Woman, 1972) ou Anne Murray (Son of A Rotten Gambler, 1974) et commencera à interpréter lui-même ses compositions.

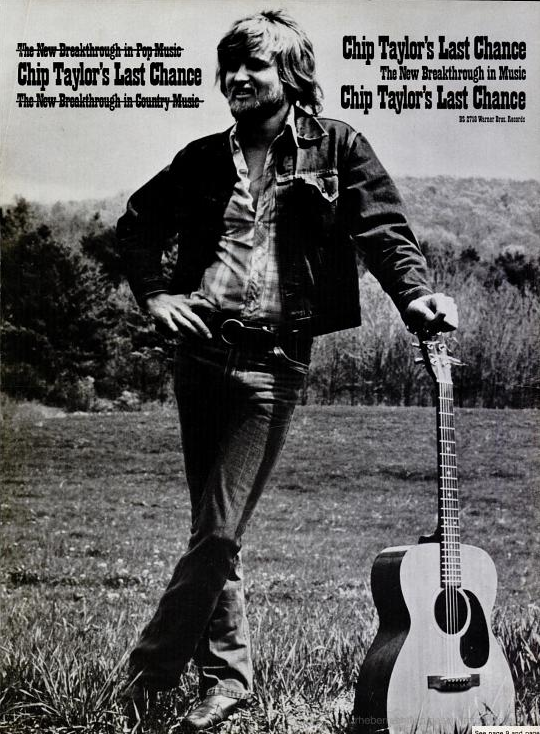
Chip Taylor, 1973

### Interprète (1972-1979)
Mis à part une petite poignées de singles enregistrées au début des années 1960, comme Here I Am (Warner Bros. Records, 1962) ou Sandy Sandy (sous le nom de The Town and Country Brothers pour le label London Records, 1963), ce n'est qu'en 1971 que Chip taylor se décide à sortir du bois et enregistre son premier album, Gasoline. Suivront 5 autres albums solo entre 1973 et 1979, dont le très fréquentable Chip Taylor's Last Chance (1973) où l'intervention de Pete Drake à la Steel Guitare et les chœurs de The Jordanaires font merveille. Au même titre que Kris Kristofferson ou Willie Nelson à la même époque il sera assimilé au mouvement Outlaw, un sous-genre de la musique country, qui s'opposait au conservatisme de la country de Nashville.
En dépit de son succès, son caractère discret et, selon ses propres dires, ses relations difficiles avec le milieu de la musique country traditionnelle ainsi que sa passion pour le jeu (gambling), le poussent à se retirer progressivement de la scène, jusqu'à devenir complètement invisible au milieu des années 1980.

### Come-back (après 1996)
Après 15 ans d'absence, l'auteure-compositrice-interprète Lucinda Wiliams le convainc de sortir de sa retraite. Il publiera d'abord un album intitulé Hit Man (Gadfly Records, 1996) dans lequel il donne ses propres interprétations des succès qu'il avait écrits et composés pour d'autres dans les années 1980. Suivra un album de compositions originales, Living Room Tapes (Gadfly Records, 1997) ainsi qu'une tournée aux États-Unis et en Europe. La critique saluera ce retour et le public sera stupéfait de découvrir qu'un artiste aussi talentueux ai pu rester aussi longtemps hors des radars. Après avoir fondé son label Train Wreck Records en 1997, il sort un concept album, Seven Days in May… A Love Story (Train Wreck Records, 1999) dans lequel il raconte l'histoire d'un amour impossible entre le narrateur et une femme enceinte rencontrée dans un bar.

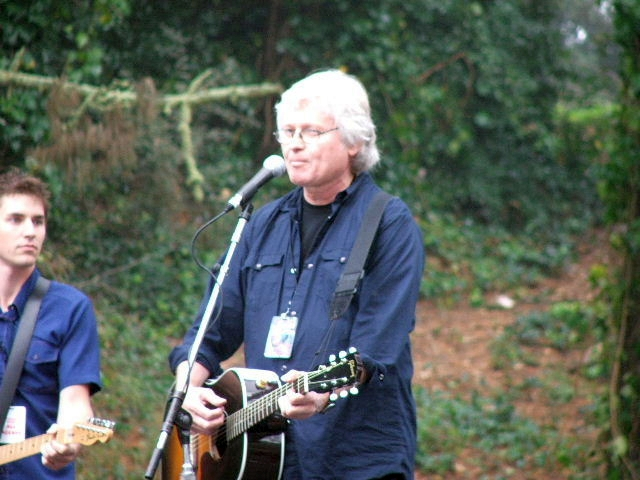
Chip Taylor

Durant les années 2000 et jusqu'à ce jour il enregistre au rythme soutenu d'un ou deux albums par an, soit en solo soit en duo avec la chanteuse Carrie Rodriguez avec qui il a enregistré entre 2002 et 2007 quatre albums studio et deux albums live. De leur collaboration sera aussi issue une compilation, The New Bye & Bye (Train Wreck Records, 2010).
Bien que salués par la critique aux États-Unis et dans le Nord de l'Europe ces enregistrements seront pour la plupart pratiquement ignorés en France.
Dans les années 2010, le rythme des enregistrements reste soutenu mais sur un format de plus en plus intimiste. Il continue à se produire en concert, ses tournées se limitant cependant aux États-Unis et au Nord de l'Europe.
Netflix diffusera un morceau relativement récent de Chip Taylor, Fuck All the Perfect People (Train Wreck Records, 2012) dans l'épisode 2 de la série Sex Education, puis le morceau Thank You for the Offer dans l'épisode 6 de la saison 2, avant de lui demander de reprendre le morceau On the Radio de Regina Spector pour clore l'épisode final de la seconde saison.
Dans le film In the Family de Patrick Wang sorti en 2011, il est fait référence à Chip Taylor, les protagonistes choisissant même de donner le prénom Chip à leur enfant.

## Distinctions
- Songwriters Hall of Fame, 2016[22]